# Code de commerce
Der Code de commerce ist ein aus den Idealen der Französischen Revolution geborenes, 1807 erlassenes Gesetzeswerk des französischen Handelsrechts. 1808 in Kraft getreten, ergänzt er die Vorschriften des privatrechtlichen Code civil. Dieser war wenige Jahre zuvor erst wirksam geworden. Der Code de commerce zählt zu den Grands Codes der napoleonischen Ära.

## Geschichte
Soweit sich der Code civil an den revolutionären Freiheitswerten, etwa Vertragsfreiheit oder Eigentumsschutz, orientierte, fehlte dem Code de commerce diese Konsequenz. Eher stand er noch in der Tradition des proto-industriellen Code Marchand (Ordonnance du Commerce) Colberts, beteuerte deutlich merkantilistische Züge. Die Erwartung an einen besonderen Schutz der Handels- und Gewerbefreiheit erfüllte sich für die Protagonisten nur in Teilen, tendenziell wurden Gewerbe und Handel durch die Vorschriften eher kontrolliert, denn entfesselt.
Auch war der Code de commerce keine Kodifikation im umfassenden Sinne, eher eine Ansammlung von Einzelfallregelungen. Von diesen erlangten allerdings einige große Bedeutung, so wurde etwa der Handelskauf schriftlich fixiert. Erstmals wurde auch das seit dem 18. Jahrhundert praktizierte Aktienrecht und das Recht der Kommanditgesellschaft auf Aktien normativ festgehalten. Dabei stellte der Code – in Abgrenzung zum deutschen Handelsgesetzbuch – systematisch auf das objektive Handelsgeschäft (acte de commerce) ab; in Deutschland wurde hingegen auf das Rechtssubjekt abgestellt, den handelnden Kaufmann nach Typus (französisch commerçant). Hintergrund war, dass Frankreich keine Sondergerichtsbarkeiten (hier für Kaufleute) etablieren wollte, Sondergerichtsbarkeiten waren durch die Revolution gerade erst erfolgreich überwunden worden.
Der Code de commerce startete mit einem Fundus von 648 Artikeln, verteilt auf vier Bücher: Allgemeines Handelsrecht, Seehandelsrecht, Unternehmenskonkurs und Handelsgerichtsbarkeit. Ersteres Buch enthielt beispielsweise Bestimmungen zu den Kaufleuten, Gesellschaften, Handelsbüchern und zum Wechselrecht. Dieser Bestand wurde in der Folgezeit eklatant verkürzt auf etwa 150 Vorschriften, die weitgehend ohne Anknüpfungspunkte in der Rechtsordnung verblieben. Viele Rechtskomplexe waren ausgegliedert worden, so das Gesellschafts- und Insolvenzrecht, andere fanden sich in der Zivilprozessordnung und dem Gerichtsverfassungsgesetz wieder, so die Bestimmungen zum Handelsgerichtsrecht. Darunter litt nicht nur die Rechtsqualität, das unsystematische Nebeneinander der Normen führte auch zu erheblicher Rechtsunsicherheit. Dieser versuchte man 1947 erstmals durch Pläne zur Reintegration der ausgelagerten Materien in den Code zu begegnen, was daran scheiterte, dass ergebnislos über den Sinn eines selbstständigen Handelsgesetzbuches gestritten wurde. Der 1993 nochmals angestrengte Rekodifikationsprozess wurde 2007 erfolgreich abgeschlossen.
Der moderne Code de commerce ist nun in neun Bücher aufgeteilt:
- Handel im Allgemeinen;
- Handelsunternehmen und wirtschaftliche Interessengruppen;
- Bestimmte Formen von Verkaufs- und Exklusivitätsklauseln;
- Preis- und Wettbewerbsfreiheit;
- Handelbare Instrumente und Garantien;
- Geschäftliche Schwierigkeiten;
- Handelsgerichtsbarkeiten und die Organisation des Handels;
- Reglementierte Berufe;
- Bestimmungen über die überseeischen Gebiete.

Handels- und Gewerbefreiheit genießen Verfassungsrang, ohne dass sich einfachgesetzliche Vorschriften dazu antreffen ließen. In der modernen Literatur wird seither diskutiert, ob eine gesetzessprachliche Anpassung vollzogen werden soll, denn der Begriff des droit commercial (Handelsrecht) wird teils als zu eng für die Gegebenheiten erachtet, weshalb droit des affaires (Wirtschaftsrecht) vorgeschlagen wird. Als kompliziert erweist sich im Namensfindungsprozess und in der legislativen Planung die mehrseitige ministeriale Zuständigkeit (Berührungspunkte liegen beim Finanz-, Justiz,- Industrie- und Verbraucherschutzministerium).